# A Szombathelyi Haladás 2016–2017-es szezonja
Ez a szócikk a Haladás 2016–2017-es szezonjáról szól.

## Jelenlegi keret
2017. április 19. szerint
* a félkövérrel írt játékosok rendelkeznek felnőtt válogatottsággal.
| No. |     | Poszt | Játékos           |
| --- | --- | ----- | ----------------- |
| 1   | HUN | K     | Király Gábor      |
| 4   | HUN | V     | Jánvári Gábor     |
| 6   | BEL | V     | Stef Wils         |
| 7   | ESP | CS    | Ezequiel Calvente |
| 8   | NGR | CS    | Funsho Bamgboye   |
| 9   | NED | CS    | Gajdos Zsolt      |
| 10  | SVK | CS    | Karol Mészáros    |
| 11  | AUS | CS    | David Williams    |
| 12  | HUN | KP    | Kiss Bence        |
| 13  | HUN | V     | Polgár Kristóf    |
| 15  | HUN | KP    | Iszlai Bence      |
| 16  | HUN | KP    | Rácz Barnabás     |
| 10  | SVK | CS    | Karol Mészáros    |
| 20  | HUN | CS    | Dombi Gergő       |
| 23  | HUN | V     | Schimmer Szabolcs |

| No. |     | Poszt | Játékos           |
| --- | --- | ----- | ----------------- |
| 26  | HUN | V     | Jagodics Márk     |
| 27  | ROU | KP    | Kovács Lóránt     |
| 28  | HUN | KP    | Szőke Dániel      |
| 31  | HUN | KP    | Németh Márió      |
| 33  | HUN | V     | Devecseri Szilárd |
| 35  | HUN | V     | Predrag Bošnjak   |
| 42  | HUN | K     | Lévay Gergely     |
| 44  | HUN | K     | Gyurján Márton    |
| 66  | HUN | K     | Rózsa Dániel      |
| 70  | HUN | KP    | Jancsó András     |
| 79  | HUN | KP    | Halmosi Péter     |
| 83  | HUN | V     | Hídvégi Sándor    |
| 88  | NED | KP    | Sjoerd Overgoor   |
| 98  | HUN | KP    | Tóth Máté         |

### Kölcsönadott játékosok
| # |     | Poszt | Név                                     |
| - | --- | ----- | --------------------------------------- |
|   | HUN | KP    | Gyürki Gergő (a Soproni VSE csapatához) |
|   | HUN | KP    | Nagy Patrik (a Soproni VSE csapatához)  |
|   | HUN | CS    | Medgyes Zoltán (a Dorogi FC csapatához) |

## Tabella
| #   | Csapat                    | M  | GY | D  | V  | G+ – G– | GK  | P  | Megjegyzések                    |
| --- | ------------------------- | -- | -- | -- | -- | ------- | --- | -- | ------------------------------- |
| 1.  | Budapest Honvéd (B) (I)   | 33 | 20 | 5  | 8  | 55–30   | +25 | 65 | Bajnokok Ligája 2. selejtezőkör |
| 2.  | Videoton FC (I)           | 33 | 18 | 8  | 7  | 65–28   | +37 | 62 | Európa Liga 1. selejtezőkör     |
| 3.  | Vasas SC (I)              | 33 | 15 | 7  | 11 | 50–40   | +10 | 52 | Európa Liga 1. selejtezőkör     |
| 4.  | Ferencvárosi TC (KGY) (I) | 33 | 14 | 10 | 9  | 54–44   | +10 | 52 | Európa Liga 1. selejtezőkör     |
| 5.  | Paksi FC                  | 33 | 11 | 12 | 10 | 41–37   | +4  | 45 |                                 |
| 6.  | Swietelsky Haladás        | 33 | 12 | 7  | 14 | 42–46   | −4  | 43 |                                 |
| 7.  | Újpest FC                 | 33 | 10 | 12 | 11 | 47–51   | −4  | 42 |                                 |
| 8.  | Debreceni VSC             | 33 | 11 | 8  | 14 | 42–46   | −4  | 41 |                                 |
| 9.  | Mezőkövesd Zsóry FC Ú     | 33 | 10 | 10 | 13 | 39–54   | −15 | 40 |                                 |
| 10. | Diósgyőri VTK             | 33 | 10 | 7  | 16 | 39–58   | −19 | 37 |                                 |
| 11. | MTK Budapest (K)          | 33 | 8  | 13 | 12 | 26–36   | −10 | 37 |                                 |
| 12. | Gyirmót FC Győr Ú (K)     | 33 | 5  | 9  | 19 | 21–51   | −30 | 24 |                                 |

Utolsó frissítés: 2017. május 27. 
Forrás: mlsz.hu - tabella 
A rangsorolás alapszabályai: 1. összpontszám; 2. a bajnokságban elért több győzelem; 3. a bajnoki mérkőzések gólkülönbsége; 4. a bajnoki mérkőzéseken rúgott több gól; 5. az egymás ellen játszott bajnoki mérkőzések pontkülönbsége; 6. az egymás ellen játszott bajnoki mérkőzések gólkülönbsége; 7. az egymás ellen játszott bajnoki mérkőzéseken az idegenben lőtt több gól; 8. a bajnokság fair play értékelésében elért jobb helyezés; 9. sorsolás.
(B): Bajnokcsapat, (K): Kieső csapat, (F): Feljutó csapat, (I): Kupainduló, (R): A rájátszás győztese, (KGY): Kupagyőztes

## Kiírások
Dőlttel a jelenleg még le nem zárult kiírásokat illetve az azokban elért helyezést jelöltük.
| Kiírás        | Statisztikák | Statisztikák | Statisztikák | Statisztikák | Statisztikák | Statisztikák | Kezdő forduló/ helyezés  | Végső forduló/ helyezés | Mérkőzések dátumai | Mérkőzések dátumai | Mérkőzések dátumai |
| Kiírás        | M            | GY           | D            | V            | LG–KG        | GK           | Kezdő forduló/ helyezés  | Végső forduló/ helyezés | Első               | Utolsó             | Következő          |
| ------------- | ------------ | ------------ | ------------ | ------------ | ------------ | ------------ | ------------------------ | ----------------------- | ------------------ | ------------------ | ------------------ |
| OTP Bank Liga | 27           | 11           | 06           | 10           | 34–32        | 0+2          | 11.                      | 4.                      | 2016. 07. 17.      | 2017. 04. 15.      | 2017. 04. 22.      |
| Magyar kupa   | 03           | 02           | 01           | 0            | 08–03        | 0+5          | 6. forduló (legjobb 128) | 8. forduló (legjobb 32) | 2016. 09. 14.      | 2016. 11. 30.      | —                  |
| Összesen      | 30           | 13           | 07           | 13           | 42–35        | 0+7          |                          |                         |                    |                    |                    |

## Összesített statisztika
A felkészülési mérkőzéseket nem vettük figyelembe.
| Lejátszott mérkőzés           | 30 (27 OTP Bank Liga, 3 Magyar kupa) |
| Győzelem                      | 13 (11 OTP Bank Liga, 2 Magyar kupa) |
| Döntetlen                     | 7 (6 OTP Bank Liga, 1 Magyar kupa) |
| Vereség                       | 10 (10 OTP Bank Liga, 0 Magyar kupa) |
| Szerzett gól                  | 42 (34 OTP Bank Liga, 8 Magyar kupa) |
| Kapott gól                    | 35 (32 OTP Bank Liga, 3 Magyar kupa) |
| Gólkülönbség                  | +7 |
| Sárga lap                     | 63 (60 OTP Bank Liga, 3 Magyar kupa) |
| Kiállítás                     | 4 (1 OTP Bank Liga, 1 Magyar kupa) |
| Legnagyobb arányú győzelem    | 2–0 MTK, idegen (2016. 08. 07., OTP Bank Liga 4. forduló) 2–0 Ferencváros, otthon (2016. 10. 15., OTP Bank Liga 12. forduló) 2–0 Diósgyőr, otthon (2017. 04. 15., OTP Bank Liga 27. forduló) 3–1 Diósgyőr, otthon (2016. 08. 13., OTP Bank Liga 5. forduló) 3–1 Paks, otthon (2016. 08. 21., OTP Bank Liga 7. forduló) 4–2 Mezőkövesd, otthon (2017. 04. 01., OTP Bank Liga 24. forduló) |
| Legnagyobb arányú vereség     | 0–3 Mezőkövesd, idegen (2016. 10. 22., OTP Bank Liga 13. forduló) |
| Legmagasabb hazai nézőszám    | 4 138, 2016. 10. 15.,Ferencváros, OTP Bank Liga, 12. forduló |
| Legalacsonyabb hazai nézőszám | 1 147, 2016. 11. 26.,Debrecen, OTP Bank Liga, 17. forduló |
| Góllövőlista                  | 8 gól: David Joel Williams (8 OTP Bank Liga, 0 Magyar kupa) |
| Pont*                         | 39/81 (48,1%) |

* OTP Bank Liga kiírásban.

## OTP Bank Liga

### Első kör
| 1. forduló 2016. július 16., szombat 20:30 |

| Ferencváros                                                  | 3 – 1               | Swietelsky Haladás                            |
| ------------------------------------------------------------ | ------------------- | --------------------------------------------- |
| 3'(1–0)Trinks 7' (2–0)Böde 36' (3–0)Böde Pintér Djuricin 88' | (3 – 0) Jegyzőkönyv | Iszlai(3–1) 52' Wils 28' Gaál 57' Bošnjak 79' |

| Groupama Aréna, Budapest Nézőszám: 5 642 Játékvezető: Solymosi Péter (magyar) |

| 2. forduló 2016. július 23., szombat 18:00 |

| Swietelsky Haladás                                                    | 1 – 1               | Mezőkövesd                                                                             |
| --------------------------------------------------------------------- | ------------------- | -------------------------------------------------------------------------------------- |
| Rácz Barnabás 7' Jagodics Márk 29' Németh Márió 84' Jancsó András 85' | (1 – 1) Jegyzőkönyv | Gohér Gergő 41' Mihai Nicorec 7' Stipe Bačelić-Grgić 44' Tarmo Kink 65' Tóth Bence 77′ |

| Soproni Városi Stadion, Sopron Nézőszám: 1 225 Játékvezető: Andó-Szabó Sándor (magyar) |

| 3. forduló 2016. július 30., szombat 18:00 |

| Swietelsky Haladás              | 1 – 1               | Budapest Honvéd                                   |
| ------------------------------- | ------------------- | ------------------------------------------------- |
| Hajdú Ádám 73' Iszlai Bence 15' | (0 – 0) Jegyzőkönyv | Predrag Bošnjak 75' Hidi Patrik 4' Nagy Gergő 89' |

| Soproni Városi Stadion, Sopron Nézőszám: 1 187 Játékvezető: Vad II István (magyar) |

| 4. forduló 2016. augusztus 7., vasárnap 18:00 |

| MTK Budapest                  | 0 – 2               | Swietelsky Haladás             |
| ----------------------------- | ------------------- | ------------------------------ |
| Gera Dániel 45' Vass Ádám 93' | (0 – 1) Jegyzőkönyv | 43' Hegedűs János 59' Williams |

| Dunaferr Aréna, Dunaújváros Nézőszám: 316 Játékvezető: Iványi Zoltán (magyar) |

| 5. forduló 2016. augusztus 13., szombat 18:00 |

| Swietelsky Haladás                                                                | 3 – 1               | Diósgyőr                                                                                         |
| --------------------------------------------------------------------------------- | ------------------- | ------------------------------------------------------------------------------------------------ |
| Williams 3' Németh Márió 20' Rácz Barnabás 42' Rácz Barnabás 55' Iszlai Bence 94' | (3 – 0) Jegyzőkönyv | Lipták Zoltán 74' José Antonio Delgado Villar 34' Lázár Pál 34' Nikházi Márk 54' Kitl Miklós 62' |

| Soproni Városi Stadion, Sopron Nézőszám: 1 768 Játékvezető: Berke Balázs (magyar) |

| 6. forduló 2016. augusztus 17., szerda 18:00 (tv: M5) |

| Debreceni VSC–Teva | 0 – 1               | Swietelsky Haladás                               |
| ------------------ | ------------------- | ------------------------------------------------ |
|                    | (0 – 0) Jegyzőkönyv | 60' (0–1) Williams 50' Németh 72' Kovács 86' Ars |

| Nagyerdei stadion, Debrecen Nézőszám: 2 367 Játékvezető: Erdős József (magyar) Asszisztensek: Tóth II. Vencel és Márkus Tamás |

Debreceni VSC: Danilovics — Kuti, Brkovics, Mészáros N. , Korhut — Dzselmics (Bereczki  65'), Varga, Jovanovics (Ferenczi  79'), Horváth — Kulcsár, Tisza (Castillion  65') · Fel nem használt cserék: Verpecz (kapus), Szilvási, Kertész, Szekulics · Vezetőedző: Leonel Pontes
Lendületesen kezdte a mérkőzést a DVSC, az első harminc percben több helyzetet is kialakított, de a legnagyobb lehetőségeket is kihagyta. Az utolsó negyedórára aztán rákapcsolt a vendég Haladás, és néhány ígéretes támadás végén rá is ijesztett a hazai védelemre, gólt azonban a szombathelyiek sem tudtak szerezni. A második játékrészben negyedóra elteltével megszerezte a vezetést a vendéggárda. David Joel Williams kihagyta a kihagyhatatlant, de nem sokra rá javított, pár lépésről másodszorra már a kapuba talált (0–1). A folytatásban a DVSC nagyobb sebességre kapcsolt, ám egy-két távoli lövésen kívül komolyabb helyzetet nem tudott kialakítani, így Mészöly Géza együttese elvitte a három pontot a Nagyerdei stadionból.
Négy helyzetünk volt az első félidőben, gólt kellett volna lőni, ha sikerül, másképpen alakul a mérkőzés. A második félidő első húsz percében nem játszottunk jól, az ellenfél erősebb volt ebben a periódusban. Sajnos a figyelmetlenségünkből gólt tudott szerezni a Haladás. Megpróbáltunk harcolni az egyenlítésért, de nem sikerült, a csapatot kicsit fáradtnak éreztem. Az ellenfél jól védekezett, nagyon megnehezítették a dolgunkat.
Percről percre egyre inkább elhitte a csapat, hogy van itt keresnivalója. Nagyon küzdöttek egymásért a játékosok. A Debrecen remekül futballozott a mérkőzés első részében, bár a végén nekünk is voltak helyzeteink. Nagyon kellettek Rózsa Dani védései, és az, hogy a védők mindig menteni tudtak. Kellettek a jó egyéni teljesítmények, de elsősorban csapatként voltunk erősek.
| Csapat   | Labdabirtoklás | Lövés | Kaput talált lövés | Gól | Szöglet | Szabálytalanság | Les | Sárga lap | Piros lap | Pontos passz | Megnyert párharc |
| -------- | -------------- | ----- | ------------------ | --- | ------- | --------------- | --- | --------- | --------- | ------------ | ---------------- |
| Debrecen | 24:38 (49,01%) | 12    | 4                  | 0   | 6       | 9               | 1   | 0         | 0         | 341 (74,29%) | 97 (50,52%)      |
| Haladás  | 25:38 (50,99%) | 11    | 3                  | 1   | 3       | 15              | 3   | 3         | 0         | 298 (73,95%) | 95 (49,48%)      |

- A DVSC két mérkőzésből még nyeretlen az új edzővel, Leonel Pontessel. Mindkét találkozót a Nagyerdőben rendezték.
- A Loki a mostani idényben először maradt bajnoki meccsen szerzett gól nélkül.
- A DVSC-Teva három edzővel játszotta az eddigi hat mérkőzését. Egyaránt két mérkőzésen Kondás Elemér és Leonel Pontes egy-egy, Herczeg András hat pontot szerzett a csapattal.
- A Haladás sorozatban a harmadik győzelmét aratta. Zsinórban három bajnoki győzelmet legutóbb áprilisban szerzett a mostani előtt.
- David Williams sorozatban a harmadik bajnoki meccsén szerzett gólt.
- Mészöly Géza együttese április 2. óta, öt idegenbeli bajnoki mérkőzéséből négyet megnyert, csak a Groupama Arénában, a Ferencvárostól kapott ki.
- A Haladás a legutóbbi két debreceni kirándulásán, mindössze két szerzett góllal, hat pontot szerzett. Király Gábor egyetlen gólt sem kapott.[3]

| 8. forduló 2016. szeptember 10., szombat 18:00 |

| Videoton                                             | 3 – 0               | Swietelsky Haladás                  |
| ---------------------------------------------------- | ------------------- | ----------------------------------- |
| Stopira 51' Feczesin Róbert 72' Géresi Krisztián 90' | (0 – 0) Jegyzőkönyv | Kovács Lóránt 55' Halmosi Péter 58' |

| Pancho Aréna, Felcsút Nézőszám: 2183 Játékvezető: Solymosi Péter (magyar) |

| 9. forduló 2016. szeptember 17., szombat 18:30 |

| Swietelsky Haladás                                                                       | 1 – 0               | Vasas                                                                  |
| ---------------------------------------------------------------------------------------- | ------------------- | ---------------------------------------------------------------------- |
| Iszlai Bence 62' Iszlai Bence 21' Kovács Lóránt 38' Rózsa Dániel 88' Predrag Bošnjak 93′ | (0 – 0) Jegyzőkönyv | Debreceni András 18' Vida Máté 21' Vaskó Tamás 90' Manjrekar James 93' |

| Soproni Városi Stadion, Sopron Nézőszám: 2136 Játékvezető: Berke Balázs (magyar) |

| 10. forduló 2016. szeptember 21., szerda 19.00 |

| Újpest FC      | 1 – 1               | Swietelsky Haladás           |
| -------------- | ------------------- | ---------------------------- |
| Wils 18' (1–0) | (1 – 0) Jegyzőkönyv | 61' (1–1) Wils 57' Kovács L. |

| Illovszky Rudolf Stadion, Budapest Nézőszám: 2 500 Játékvezető: Szőts Gergely (magyar) Asszisztensek: Becséri Gergely és Horváth Zoltán |

| 11. forduló 2016. szeptember 24., szombat 19.00 |

| Swietelsky Haladás                                  | 0 – 1               | Gyirmót                             |
| --------------------------------------------------- | ------------------- | ----------------------------------- |
| Predrag Bošnjak 10' Halmosi Péter 84' Kovács L. 85' | (0 – 0) Jegyzőkönyv | Sallói Dániel 41' Csiki Norbert 48' |

| Soproni Városi Stadion, Sopron Nézőszám: 1 485 Játékvezető: Iványi Zoltán (magyar) |

### Második kör
| 12. forduló 2016. október 15., szombat 18:00 |

| Swietelsky Haladás                                               | 2 – 0               | Ferencvárosi TC |
| ---------------------------------------------------------------- | ------------------- | --------------- |
| Gaál (1–0) 64' Iszlai (2–0) 84' Gaál 38' Halmosi 56' Hegedűs 69' | (0 – 0) Jegyzőkönyv | 16' Leandro     |

| Soproni Városi Stadion, Sopron Nézőszám: 4 138 Játékvezető: Solymosi Péter (magyar) |

| 13. forduló 2016. október 22., szombat 18:00 |

| Mezőkövesd-Zsóry                                                  | 3 – 0               | Swietelsky Haladás     |
| ----------------------------------------------------------------- | ------------------- | ---------------------- |
| Diallo (1–0) 38' • (2–0) 50' Molnár (3–0) 59' Diallo 62' Kink 77' | (1 – 0) Jegyzőkönyv | 47' Kovács L. 63' Rácz |

| Városi stadion, Mezőkövesd Nézőszám: 1 500 Játékvezető: Szabó Zsolt (magyar) Asszisztensek: Georgiou Theodoros és Kepe Arnold |

| 14. forduló 2016. október 29., szombat 15:30 (M4 Sport) |

| Budapest Honvéd                                               | 2 – 1               | Swietelsky Haladás                              |
| ------------------------------------------------------------- | ------------------- | ----------------------------------------------- |
| Lanzafame (1–0) 42' (11-esből) Prosser (2–0) 45+1' Kamber 74' | (2 – 1) Jegyzőkönyv | 45+3' (2–1) Williams 39' Gaál 40' Rácz 86' Wils |

| Bozsik József Stadion, Budapest Nézőszám: 2 832 Játékvezető: Erdős József (magyar) Asszisztensek: Farkas Balázs és Szalai Balázs |

| 15. forduló 2016. november 5., szombat 15:30 |

| Swietelsky Haladás                     | 1 – 1               | MTK Budapest                                                                          |
| -------------------------------------- | ------------------- | ------------------------------------------------------------------------------------- |
| Gaál (1–0) 11' Polgár 26' Overgoor 61' | (1 – 1) Jegyzőkönyv | 14' (1–1) Torghelle 27' Petkovics 39' Torghelle 57' Vukmir 79' Vogyicska 84' Szatmári |

| Soproni Városi Stadion, Sopron Nézőszám: 1 265 Játékvezető: Karakó Ferenc (magyar) Asszisztensek: Erős Gábor és Horváth Zoltán |

| 16. forduló 2016. november 19., szombat 15:30 |

| Diósgyőri VTK                                            | 2 – 1               | Swietelsky Haladás                                |
| -------------------------------------------------------- | ------------------- | ------------------------------------------------- |
| Lipták (1–1) 67' Ugrai (2–1) 90+2' Elek 87' Novothny 87' | (0 – 1) Jegyzőkönyv | 13' (0–1) Gaál 63' Halmosi 73' Hegedűs 86' Iszlai |

| Nagyerdei stadion, Debrecen Játékvezető: Erdős József (magyar) Asszisztensek: Buzás Balázs és Medovarszki János |

| 17. forduló 2016. november 26., szombat 15:30 |

| Swietelsky Haladás           | 1 – 0               | Debreceni VSC            |
| ---------------------------- | ------------------- | ------------------------ |
| Ars 59' (1–0) 53' Iszlai 51' | (0 – 0) Jegyzőkönyv | 25' Jovanovics 35' Filip |

| Káposztás utcai Stadion, Sopron Nézőszám: 1 147 Játékvezető: Szabó Zsolt (magyar) Asszisztensek: Lémon Oszkár és Becséri Gergely |

| 20. forduló 2017. március 16., csütörtök (pótidőpont) 17:30 (M4 Sport) |

| Vasas SC                                           | 2 – 3               | Swietelsky Haladás |
| -------------------------------------------------- | ------------------- | --- |
| Risztevszki (1–1) 47' Sağlık (2–3) 83' Nagy G. 54' | (0 – 1) Jegyzőkönyv | 25' (0–1) • 70' (1–3) Williams 51' (1–2) Kovács L. 23' Wils 30' Iszlai 54' Kovács 56' Devecseri 64' Rácz 90+1′ Halmosi |

| Szusza Ferenc Stadion, Budapest Nézőszám: 1 490 Játékvezető: Berke Balázs (magyar) Asszisztensek: Viszokai László és Georgiou Theodos |

### Harmadik kör
A DVSC a legutóbbi öt fordulóban két győzelmet aratott, hazai pályán a legutóbbi meccséből ugyancsak kettőn szerzett három pontot. Mindkétszer idén. Egy héttel ezelőtt, az MTK elleni 0–0 egy viszonylag jó sorozatot zárt le: előtte három, pályaválasztóként játszott bajnokin összesen hat gólt szerzett. A Haladás a legutóbbi öt fordulóban tíz pontot szerzett, a múlt héten, a Diósgyőr elleni győzelemmel megelőzte a tabellán a Ferencvárost. Idén eddig négy meccset játszott vendégként az OTP Bank Ligában, s csupán a Groupama Arénában, a Ferencvárostól kapott ki. A 2016–2017-es idényben játszott már egyszer Debrecenben a Loki ellen, David Williams góljával 1–0-ra nyert. 
| 28. forduló 2017. április 22., szombat 18:00 |

| Debreceni VSC                                                                   | 4 – 2               | Swietelsky Haladás                                     |
| ------------------------------------------------------------------------------- | ------------------- | ------------------------------------------------------ |
| Handzsics (1–0) 16' Holman (2–1) · 26' (3–1) 34' Könyves (4–1) 61' Szatmári 19' | (3 – 1) Jegyzőkönyv | 24' (1–1) Williams 87' (4–2) Tóth 43' Wils 58' Bosnyak |

| Nagyerdei stadion, Debrecen Nézőszám: 2 039 Játékvezető: Berke Balázs (magyar) Asszisztensek: Buzás Balázs és Medovarszki János |

Haladás: Király  — Schimmer, Wils, Jagodics, Bosnyak — Kiss (Kovács  szünetben), Iszlai, Jancsó (Tóth  74'), Rácz — K. Mészáros, Williams (Halmosi  65') · Fel nem használt cserék: Gyurján (kapus), Overgoor, Varga K. · Vezetőedző: Mészöly Géza
A Debrecen nagy lendülettel kezdte a mérkőzést, érezhető volt, hogy számára nagy a tétje az összecsapásnak a bennmaradásért vívott küzdelemben. A hajdúságiak fölénye bő negyedóra alatt góllá érett. A hazaiak a vezető találatuk megszerzése után sem vettek vissza a tempóból, ennek ellenére a szombathelyiek jószerivel első lehetőségükből váratlanul egyenlítettek. A vendégek öröme nem tartott sokáig, a Debrecen egy percen belül ismét előnybe került, amit tíz perc múlva Holman a második góljával meg is duplázott. A folytatásban már óvatosabban futballozott a Debrecen, ezáltal nem játszott annyira alárendelt szerepet a Haladás, de utóbbi akcióiban továbbra is sok volt a hiba, így a hazai kapusnak, Danilovicnak alig akadt dolga. A negyedik debreceni gól pedig végleg eldöntötte a három pont sorsát. Helyzet ugyan adódott mindkét csapat előtt a hátralévő időben, a Haladás szépített is, de a Debrecen így is megérdemelten aratott magabiztos győzelmet.
Egész héten nagyon jól dolgoztak a fiúk, ennek köszönhető, hogy jól felkészültünk a Haladás játékából. A vendégek kontráit is „olvastuk”, sikerült is megállítanunk ezeket a kísérleteket. Most tudtunk gólokat lőni, de már az őszi szezonban is akadtak olyan találkozók, amelyeken jól futballoztunk, csak éppen az ellenfél egy kontrából gólt szerzett, és elmaradt a siker. Ezt a mérkőzést is sok szempontból kell vizsgálni, és igen, ezúttal is voltak hibáink. A negyedik gólunk után csökkent a koncentráció a védekezésünkben, és a Haladás szépíteni tudott.
Nagy egyéni hibákat követtünk el, ami korábban nem volt ránk jellemző. Abban bízom, hogy erre a szezonra letudtuk a bakikat, és minden visszaáll a régi kerékvágásba. Úgy éreztem, hogy kezdünk felzárkózni, ám ekkor kaptuk a negyedik gólt. Volt tartásunk, aminek természetesen örülök, de nem ez a csapatom igazi arca.
- A DVSC július 31. óta először szerzett hazai bajnoki mérkőzésen négy gólt, akkor a 3. fordulóban hazai pályán 4–0-ra verték a Gyirmót együttesét.
- Leonel Pontes csapata a legutóbbi három hazai mérkőzésén hét pontot szerzett, ilyen jó sorozata nem volt még a mostani szezonban (22. forduló: Diósgyőr 3–0; 25. forduló: Gyirmót 2–1; és 28. forduló: Haladás 4–2).
- Ebben a hónapban már másodszor nyert a DVSC annak ellenére, hogy két gólt is kapott, április elsején 3–2-re verte a Vasast idegenben.
- Harisz Handzsics az első gólját szerezte a magyar bajnokságban.
- Könyves Norbert a második gólját érte el a bajnoki idényben, mindkettőt áprilisban (betalált a 24. fordulóban a Vasas ellen is).
- Holman Dávid immár hét gólnál jár az OTP Bank Liga 2016–2017-es idényében, de tavasszal először (majd másodszor) volt eredményes. Élvonalbeli pályafutása során először szerzett egy mérkőzésen két gólt.
- David Williams tavasszal már az ötödik gólját érte el, a legutóbbi négy olyan bajnokin, amelyen a Haladás a kapuba talált, az ausztrál is a góllövők között volt.
- A tizennyolc éves Tóth Máté az első gólját lőtte az NB I-ben.
- A Haladás másodszor kapott ki 2017 tavaszán vendégként a bajnokságban. 2015. május 2. óta először kapott négy gólt bajnoki mérkőzésen.[5]

| 30. forduló 2017. május 6., szombat 18:00 |

| Videoton FC                     | 2 – 0               | Swietelsky Haladás |
| ------------------------------- | ------------------- | ------------------ |
| Nego (1–0) 16' Géresi (2–0) 86' | (1 – 0) Jegyzőkönyv | 62' Jagodics       |

| Pancho Aréna, Felcsút Nézőszám: 2 058 Játékvezető: Solymosi Péter (magyar) Asszisztensek: Farkas Balázs és Horváth Róbert |

| 31. forduló 2017. május 13., szombat 18:00 |

| Swietelsky Haladás                  | 2 – 2               | Vasas SC                                                    |
| ----------------------------------- | ------------------- | ----------------------------------------------------------- |
| Iszlai (1–1) 49' Schimmer (2–2) 89' | (0 – 1) Jegyzőkönyv | 36' (0–1) Burmeister 72' (1–2) Gaál 30' Korcsmár 65' Hangya |

| Soproni városi stadion, Szombathely Nézőszám: 2 435 Játékvezető: Vad II. István (magyar) Asszisztensek: Albert István és Medovarszki János |

| 32. forduló 2017. május 20., szombat 18:00 |

| Újpest FC                                   | 2 – 1               | Swietelsky Haladás                     |
| ------------------------------------------- | ------------------- | -------------------------------------- |
| Balogh (1–0) 21' Bardhi (2–1) 86' Szűcs 70' | (1 – 0) Jegyzőkönyv | 70' (11-esből) (1–1) Williams 61' Wils |

| Szusza Ferenc Stadion, Budapest Nézőszám: 2 000 Játékvezető: Erdős József (magyar) Asszisztensek: Varga Gábor és Szert Balázs |

| 33. forduló 2017. május 27., szombat 19:00 |

| Swietelsky Haladás                                   | 1 – 2               | Gyirmót FC Győr                                           |
| ---------------------------------------------------- | ------------------- | --------------------------------------------------------- |
| Williams (1–1) 72' Tóth 70' Kiss B. 76' Jagodics 88' | (0 – 1) Jegyzőkönyv | 7' (0–1) 51' Szegi 72' (1–2) Máté 34' Simon A. 63' Kolčák |

| Soproni Városi Stadion, Sopron Nézőszám: 1 785 Játékvezető: Szilasi Szabolcs (magyar) Asszisztensek: Takács Gábor és Lémon Oszkár |

## Külső hivatkozások
- A csapat hivatalos honlapja
- A Magyar Labdarúgó Szövetség honlapja, adatbankja